# بابلو توريس
بابلو توريس (بالإسبانية: Pablo Torres)‏ هو دراج إسباني، ولد في 27 نوفمبر 1987 في كامبري في إسبانيا.

## وصلات خارجية
- بابلو توريس على موقع الاتحاد الدولي للدراجات (الإنجليزية)
- بابلو توريس على موقع إحصائيات الدراجات الإحترافية (الإنجليزية)